# Pseudohypertrofie
Pseudohypertrofie is een term uit de geneeskunde die slaat op een orgaan, zoals de spieren. Het woord hypertrofie van de spieren geeft aan, dat de spieren groter zijn, dat er meer spiermassa is dan normaal. Hypertrofie kan bijvoorbeeld duiden op zwaar lichamelijk werk of zware lichamelijke training. Zo zijn de spieren van met name bodybuilders hypertrofisch. 
Het pseudo voorafgaand aan hypertrofie wil zeggen, dat het lijkt alsof de spieren groot en dik zijn, maar dat dit in werkelijkheid niet zo is. Men ziet dan van de buitenkant een dikke spier, maar bij testen blijkt dat de kracht van de spier niet groot is, en bij het maken van bijvoorbeeld scans zal men zien dat inderdaad niet de hoeveelheid spiermassa vergroot is, maar een ander soort weefsel.
Pseudohypertrofie komt bijvoorbeeld voor bij de Ziekte van Duchenne. Jongetjes die deze ziekte hebben, zullen in de loop van hun korte leven steeds meer spierkracht verliezen. Aan de kuiten is de pseudohypertrofie het best te zien: de kuiten zijn prominent vanwege een toename van vetweefsel en bindweefsel, maar de kuitspieren zelf zijn smal en zwak.
Het tegenovergestelde van hypertrofie is hypotrofie. Ook de term dystrofie houdt hiermee verband.